# Eutettix discapa
Eutettix discapa är en insektsart som beskrevs av Delong 1980. Eutettix discapa ingår i släktet Eutettix och familjen dvärgstritar. Inga underarter finns listade i Catalogue of Life.